# Huck Hartman
Marion Pierre Hartman, detto Huck (Salina, 23 ottobre 1920 – Sharon, 25 marzo 1946), è stato un cestista statunitense, professionista in NBL.
È morto prematuramente a causa della polmonite. Prima della NBL aveva giocato nella New Kensington High School e poi al Washington & Jefferson College.

## Palmarès
- All-NBL Second Team (1945)